# Рахматуллин, Рустам Эврикович

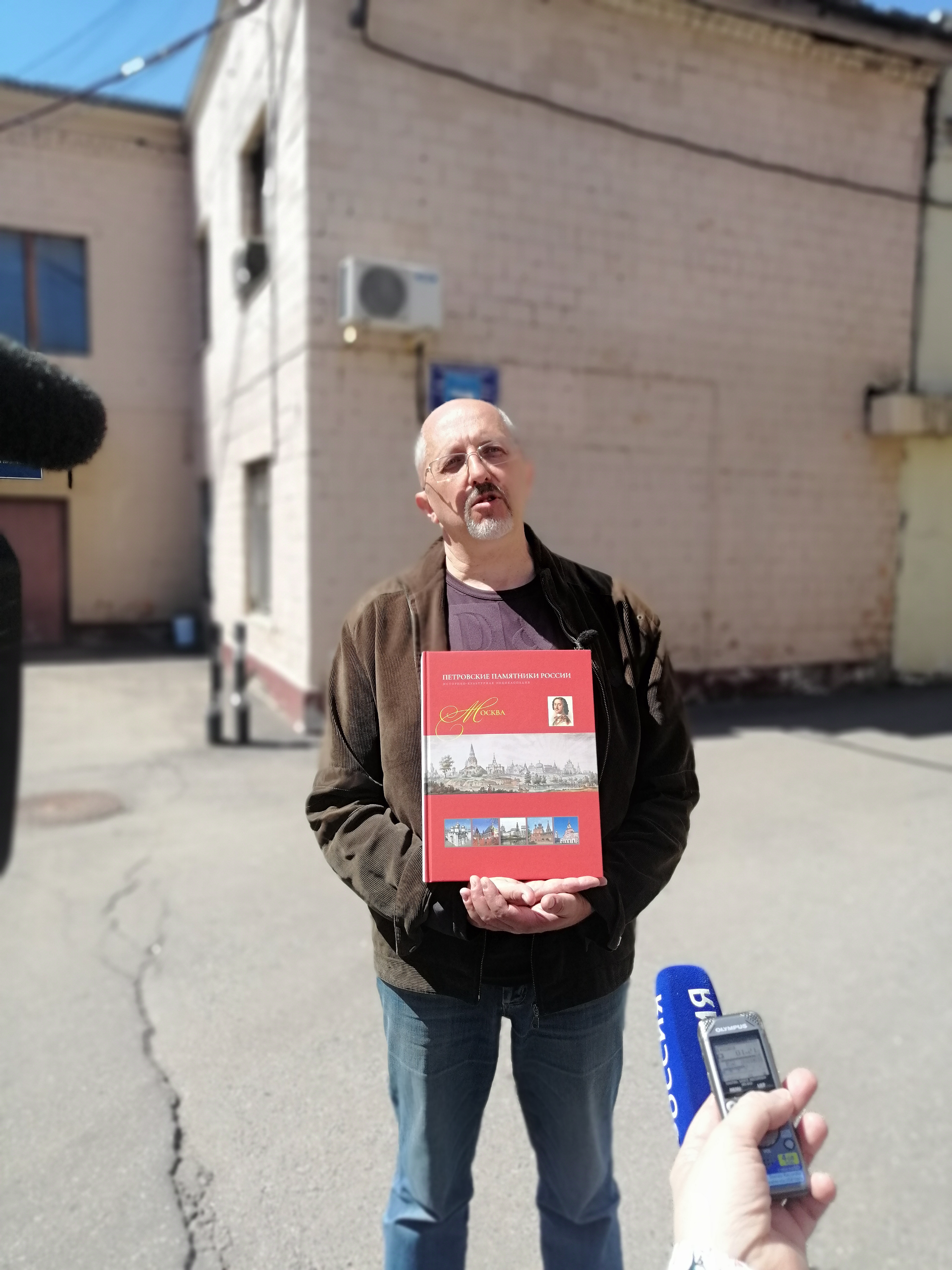
Рустам Рахматуллин представляет первый том Свода петровских памятников России и Европы в ходе экскурсии по петровской Москве.

Руста́м Э́врикович Рахмату́ллин (род. 17 ноября 1966, Москва) — российский писатель, эссеист, журналист, москвовед и культуролог. Один из основателей общественного движения «Архнадзор» и журнала «Московское наследие».

## Биография
Окончил факультет журналистики МГУ. Работал редактором отдела эссеистики журнала «Новая Юность» с момента его основания в 1993 году и до 2000 года. В 1996 году основал «Эссе-клуб», который курировал вплоть до его закрытия в 2000 году. В 1997—1998 годах был обозревателем «Независимой газеты» по архитектуре.
Начиная с 1998 года читает лекции по москвоведению и краеведению (региональной истории) в Институте журналистики и литературного творчества (ИЖЛТ).
В 2004—2011 годах вёл рубрику «Осторожно, Москва» в газете «Известия». Являясь одним из основателей журнала «Московское наследие», в 2006—2008 годах был заместителем его главного редактора.
В 2008 году стал лауреатом третьей премии Национальной литературной премии «Большая книга» за книгу «Две Москвы, или Метафизика столицы», которая также получила приз читательских симпатий по результатам читательского голосования.
В 2009 году стал одним из основателей общественного градозащитного движения «Архнадзор», входит в его координационный совет.
С 2011 по 2019 год — автор и ведущий цикла краеведческих репортажей «Облюбование Москвы» на телеканале «Россия-24».
С сентября 2012 года преподаёт москвоведение в Московском архитектурном институте (МАрхИ).
Является участником литературно-исследовательской группы «Путевой журнал». Программный директор культурно-просветительского проекта «Школа наследия», стартовавшей 25 февраля 2015 года.

## Награды и премии
- 2002 — премия журнала «Новый Мир».
- 2005 — диплом Союза архитекторов России за серию статей, посвящённых проблеме охраны памятников архитектуры Москвы, фестиваль «Зодчество 2005».
- 2008 — третья премия и приз читательских симпатий Национальной литературной премии «Большая книга» за книгу «Две Москвы, или Метафизика столицы».
- 2010 — премия правительства РФ в области культуры за книгу «Облюбование Москвы. Топография, социология и метафизика любовного мифа».
- 2010 — премия имени Д. С. Лихачёва за выдающийся вклад в сохранение культурного наследия России.